# Escobedia grandiflora
Escobedia grandiflora är en snyltrotsväxtart som först beskrevs av Carl von Linné d.y., och fick sitt nu gällande namn av Carl Ernst Otto Kuntze. Escobedia grandiflora ingår i släktet Escobedia och familjen snyltrotsväxter. Inga underarter finns listade i Catalogue of Life.